# 13751 Joelparker
13751 Joelparker este un asteroid din centura principală de asteroizi.

## Descriere
13751 Joelparker este un asteroid din centura principală de asteroizi. A fost descoperit pe 16 septembrie 1998 la Stația Anderson Mesa în cadrul programului LONEOS. Asteroidul prezintă o orbită caracterizată de o semiaxă mare de 2,25 ua, o excentricitate de 0,07 și o înclinație de 6,6° în raport cu ecliptica.